# Banri Namikawa
Banri Namikawa (並河 萬里, Namikawa Banri, 1930-2006) est un photographe japonais, lauréat du « prix annuel » de l'édition 1971 du prix de la Société de photographie du Japon.